# Дебели и мршави
Дебели и мршави је југословенски филм из 1985. године. Режирао га је Светислав Бата Прелић, а сценарио је писао Леон Ковке.

## Опис
Варалица и лопов звани Кнедла бежи из затвора и стиже у угледни институт доктора Штрукла у Мелем бањи. Доктор је специјалиста за мршављење и гојење, а његове услуге траже многе важне личности, поготову што се зна да се специјализовао у кантоналној болници у Швајцарској. Кнедла, откривши да је физички сличан доктору и видевши у томе своју шансу онеспособљава доктора и преузима његову улогу, што доводи до низа комичних заплета.

## Улоге
| Глумац                   | Улога                                       |
| ------------------------ | ------------------------------------------- |
| Милан Гутовић            | Богољуб Јакшић Кнедла / др. Мирослав Штрукл |
| Радмила Живковић         | Ружа Попара                                 |
| Велимир Бата Живојиновић | Ацо Попара                                  |
| Јелисавета Саблић        | Шећеровићка                                 |
| Павле Вуисић             | Јован Купусић                               |
| Бранко Видаковић         | Пера Марковић                               |
| Драгомир Бојанић Гидра   | Митар Мирић                                 |
| Милутин Караџић          | мајстор                                     |
| Стеван Миња              |                                             |
| Драган Зарић             |                                             |
| Цинтија Аcпергер         | Олга Бабицки                                |
| Татјана Степановић       |                                             |
| Семка Соколовић-Берток   | Купусићева жена                             |
| Даница Максимовић        | сестра Пија                                 |
| Снежана Никшић           |                                             |
| Бранко Петковић          | Шећеровић                                   |